# Aardmantel

Schematische samenstelling van de Aarde

De aardmantel of kortweg mantel is de laag in de Aarde die direct onder de korst ligt. De mantel begint op enkele tientallen kilometers diepte en is ongeveer 2900 km dik. Ze neemt 83% van het volume van de Aarde in en bevat 67,5 % van haar massa.
De naam mantel werd voor het eerst gebruikt door de Duitse geofysicus Emil Wiechert in 1897. In het Duits betekent mantel net als in het Nederlands jas.

## Structuur
Dankzij seismologie is veel over de interne structuur van de mantel bekend. Seismologie is een techniek die gebruikmaakt van de seismische golven die vrijkomen bij aardbevingen. Verschillen in dichtheid of materiaal zorgen voor verschillende seismische snelheden waarmee deze golven zich door de Aarde voortplanten. Door bestudering van de straalpaden en snelheden van golven kunnen overgangen (seismische discontinuïteiten) in beeld gebracht worden.
De grenslaag tussen de korst en de mantel is de Mohorovičić-discontinuïteit of kortweg Moho, naar de Joegoslavische wetenschapper Andrija Mohorovičić die hem ontdekte. Ter plekke van de Moho verandert de voortplantingssnelheid van seismische golven abrupt. Door dit verschijnsel was Mohorovičić in staat om deze grenslaag te lokaliseren. De eerste poging om hier naar te boren was Project Mohole. Dit project liep van 1958 tot het door oplopende kosten en slecht management in 1966 gestopt werd. Er werd op zee op een diepte van 3500 meter geboord tot een diepte van 183 meter onder de zeebodem.
Het bovenste gedeelte van de mantel, tot ongeveer 80 km diepte, is de lithosferische mantel en vormt samen met de korst de lithosfeer. De rest van de mantel wordt op reologie (stroomgedrag) verdeeld in de zwakkere asthenosfeer (tot rond 300 km diepte) en de sterkere mesosfeer.
Behalve reologisch kan de mantel ook mineralogisch worden ingedeeld. Door de grotere druk op grotere diepte worden sommige kristalstructuren instabiel, de kristalroosters waaruit mineralen zijn opgebouwd gaan dan over in een dichtere structuur. Op ongeveer 670 km diepte vindt bijvoorbeeld in het mineraal olivijn een faseovergang van spinelstructuur naar de dichtere perovskietstructuur plaats. Tussen 400 en 700 km diepte vinden een aantal van dit soort faseovergangen plaats in de belangrijkste mineralen in de mantel, deze zone is de manteltransitiezone. Het bovenliggende gedeelte van de mantel is de bovenmantel, het onderliggende de ondermantel.
De grens tussen de mantel en de vloeibare buitenkern is de Wiechert-Gutenbergdiscontinuïteit. Boven deze discontinuïteit bevindt zich een overgangszone van sterk variabele dikte, de D"-laag.

## Omstandigheden
De temperatuur in de bovenmantel varieert tussen circa 1000°C (aan de bovengrens met de korst) en circa 3200 °C (in de D-laag). Onder deze temperaturen zou het mantelmateriaal normaal gesproken vloeibaar zijn, maar door de hoge druk ligt de solidus in de mantel bij een veel hogere temperatuur. De mantel bestaat daarom uit vast materiaal. Wel kan er partieel smelten in de mantel plaatsvinden, dit is vooral het geval in de bovenste 250 km (de asthenosfeer) waar de druk niet zo hoog is. Partiële smelt uit de mantel zal als magma opstijgen en in de korst intruderen. Als de smelt tot de oppervlakte opstijgt zal er vulkanisme ontstaan.
De mantel is niet vloeibaar maar kan wel plastisch deformeren. Daardoor is het mogelijk dat er in de mantel trage convectiestromingen plaatsvinden, met een snelheid van enkele centimeters per jaar.

## Samenstelling

### Gemiddelde samenstelling
De samenstelling van de mantel is nog niet tot in alle details bekend. Wel zijn er redelijke schattingen over de gemiddelde chemische samenstelling (bulk mantle compositions). Deze schattingen worden gedaan door de gemiddelde samenstelling van de Aarde (waarvan wordt aangenomen dat ze een chondritische compositie heeft) te nemen en hier de samenstellingen van de korst en kern af te halen.
De mantel bestaat grotendeels uit vast materiaal - silicaten, waaronder het magnesium-ijzer silicaat olivijn (Mg,Fe)2(SiO4)) overheerst - zoals blijkt uit het feit dat zowel longitudinale als transversale trillingen zich erin voortplanten. De temperatuur, die in de ondermantel tot 3200 °C oploopt, is weliswaar hoger dan het normale smeltpunt van de mineralen waaruit de mantel gevormd is, maar door de hoge druk wordt het smeltpunt aanzienlijk verhoogd.

### Mantelgesteenten
Op sommige plekken op Aarde kan de mantel aan het aardoppervlak bestudeerd worden, omdat stukken mantel door tektoniek of vulkanisme aan de oppervlakte terecht zijn gekomen. Er zijn drie situaties waarin mantelmateriaal aan het oppervlak komt:
1. In zogenaamde ofiolieten, dat zijn stukken oceanische korst die langs overschuivingen bovenop continentale korst zijn komen te liggen. Veel gebergten bevatten ofiolieten, maar ook in andere situaties komen ze voor. Onderaan de ofioliet bevinden zich mantelgesteenten, die van onder de oceaan afkomstig zijn. De meeste typen ofiolieten zijn echter oorspronkelijk oceanische korst van boven subductiezones, waar door de grote hoeveelheid door de mantel omhoog bewegende vloeistoffen geen standaard mantel materiaal te vinden is. Ze zijn daarom niet representatief voor de gemiddelde mantel.
2. In tektonische lenzen in gebergten (het zogenaamde Alpinotype peridotiet). Het nadeel van deze mantelgesteenten is dat ze tijdens de gebergtevorming verschillende stadia van metamorfose en metasomatisme hebben doorlopen en daarom niet meer hun oorspronkelijke samenstelling hebben.
3. Als xenolieten, stukken mantel die door magma omhoog gebracht zijn en na stolling van de magma in een vulkanisch of dieptegesteente terecht zijn gekomen. Mantelxenolieten worden gevonden in veel vulkanische situaties, maar om iets over de samenstelling van de mantel te kunnen zeggen moeten ze snel van hun oorspronkelijke positie naar het oppervlak zijn gebracht. Daarom zijn vooral mantelxenolieten uit mid-oceanische ruggen en uit kimberlieten interessant. Kimberlieten zijn vulkanische pijpen uit het Archeïcum, vooral bekend als vindplaats voor diamanten.

Mantelgesteenten bestaan meestal uit de drie mineralen olivijn, orthopyroxeen en clinopyroxeen. Meestal zijn er nog meer fasen aanwezig zoals granaat, spinel of plagioklaas en diverse oxiden en ertsen. Als een mantelgesteente een redelijke fractie olivijn bevat, is het een peridotiet. Aangenomen wordt dat dit in de mantel normaal gesproken lherzoliet is. Partieel smelten vindt plaats door het afnemen van de druk in omhoogkomend warm mantelmateriaal. De smelt is basaltisch van samenstelling en de achterblijvende peridotiet is verarmd (depleted) in clinopyroxeen, men spreekt dan van een harzburgiet. De bovenmantel onder de mid-oceanische ruggen bevat veel harzburgiet.

## Stroming in de mantel

### Convectiestroming
Mantelconvectie is de convectiestroming in de mantel. Deze stroming werd voor het eerst verondersteld door de geoloog Arthur Holmes als verklaring voor de beweging van de continenten in de jaren 40. Pas halverwege de jaren 60 kon de mantelconvectie ook seismisch in beeld worden gebracht.
Het voorkomen van mantelconvectie is een belangrijk onderdeel van de theorie van platentektoniek. Behalve dat de stroming de aandrijvende kracht voor de continentbewegingen vormt, zorgt het in de mantel zinken van tektonische platen (subductie) ook voor het in stand houden van de convectie. Het relatief hoge soortelijk gewicht van de relatief koele stukken lithosfeer die in de mantel zinken houdt de convectiestroming in stand. Inmiddels is vrijwel onomstreden dat de subducerende lithosfeer tot aan de grens van de mantel en de kern kunnen zinken. Of dit daadwerkelijk gebeurt of dat de neerwaartse stroming soms bij de manteltransitiezone ophoudt, is nog niet duidelijk.
Volgens de theorie is de convectiestroming omhoog gericht onder divergente plaatgrenzen, waar de lithosfeer uit elkaar beweegt en door partieel smelten van het omhoog komende mantelmateriaal oceanische korst gevormd wordt.

### Mantelpluimen
Op sommige plekken aan het aardoppervlak komt vulkanisme voor, zonder dat er zich een plaatgrens bevindt. Voorbeelden zijn eilandketens als Hawaï of de Mount Cameroon in Afrika. Deze plekken zijn hotspots en vaak verklaard met zogenaamde mantelpluimen, hete omhoog gerichte stromingen in de mantel. Mantelpluimen zijn een vorm van diapirisme, waarbij het hete materiaal uit de onderste regionen van de mantel door kouder materiaal omhoog beweegt.
Om vast te stellen van hoe diep mantelpluimen komen wordt de lava die bij hotspots aan de oppervlakte ligt bestudeerd. Onder andere vanwege de verhouding van helium-isotopen in deze lava's wordt vermoed dat ze afkomstig zijn van de kern-mantelgrens.